# Aenictophyton reconditum
Aenictophyton reconditum là một loài thực vật có hoa trong họ Đậu. Loài này được A.T.Lee miêu tả khoa học đầu tiên năm 1973.

## Miêu tả
Cây bụi, dẻo dai, gần như không có lá, cao 0,3-0,6 m. Hoa màu vàng và màu cam và nâu, nở từ tháng 5 đến tháng 11. Mọc trên các cồn cát.

## Phân bố
Loài này phân bố ở vùng lãnh thổ Bắc Úc và Tây Úc.

## Phân loài
Các phân loài của Aenictophyton reconditum gồm:
- Aenictophyton reconditum subsp. reconditum, bản địa của Tây Úc.
- Aenictophyton reconditum subsp. macrophyllum, bản địa của Tây Úc.